# Paula Mastroberti
Paula Mastroberti (Porto Alegre, RS, 19 de dezembro de 1962) é artista plástica e doutora em letras, escritora e ilustradora brasileira com mais de 10 livros publicados, entre literatura ilustrada e histórias em quadrinhos. É professora do Departamento de Artes Visuais do Instituto de Artes da Universidade Federal do Rio Grande do Sul, atuando nas áreas da arte, educação e mídias. 

## Participação em exposições
Mastroberti expôs seu trabalho continuamente desde sua diplomação no Curso de Bacharelado em Artes Plásticas, em 1985, em locais importantes como a Galeria Arte&Fato, Museu de Arte do Rio Grande do Sul, Museu de Arte Contemporânea do Rio Grande do Sul, Galeria Gestual, Usina do Gasômetro, Galeria de Arte da Universidade Federal Fluminense, Galeria de Arte da Feevale, Caixa Econômica Federal, entre outros. Atualmente dedica-se a uma produção alternativa e independente em quadrinhos, poesia e zines. Em 2012 publicou "Adormecida: Cem anos para sempre", primeira narrativa gráfica de autoria exclusivamente feminina com ISBN. Em 2013, participou da antologia Osmose: O Brasil e a Alemanha em Quadrinhos, uma publicação bilíngue derivada do Projeto de mesmo nome, promovida pelo Goethe Institut, resultado de um intercâmbio cultural e residência artística que contou também com a participação de João Montanaro, Amaral, Aisha Franz, Mawill e Birgit Weyhe. Em 2016 expôs a série impressa "Bowing - uma homenagem a David Bowie" na Galeria Hipotética, que itinerou no SESC-RS e em 2017 foi levada a Ugra Press em São Paulo. De 2018 a 2019 participou da exposição itinerante Expo-Zine promovida promovida pela curadora Priscila Moreira com o poezine "Alucinações Hipnagógicas". Um percurso mais completo de seu trabalho pode ser acompanhado em seu site.

## Premiações
Entre as premiações recebidas por Mastroberti destacam-se o Prêmio Açorianos de Melhor Ilustração (1996) e o Selo Altamente Recomendável pela Fundação Nacional do Livro Infantil e Juvenil (1996) por seu primeiro livro,"Os sapatinhos vermelhos". Também recebeu o Açorianos de Melhor Livro Infanto-juvenil (1997) por Cinderela: Uma Biografia Autorizada e o segundo lugar no Jabuti por Heroísmo de Quixote (2006). Em 2011 foi finalista do Açorianos com o livro Loucura de Hamlet. Em 2018 recebeu o Prêmio da Associação Gaúcha de Escritores pela organização da edição ilustrada da obra Lendas do Sul, de João Simões Lopes Neto.

## Polêmicas
Em 2005, seu livro Heroísmo de Quixote foi retirado das estantes da biblioteca da Escola Municipal Benedito Ottoni, no Rio de Janeiro, após a mãe de um aluno do 6º ano prestar queixa para a direção do colégio e para a 18a Delegacia Policial do Rio de Janeiro, alegando que o livro era "impróprio para uma criança de 11 anos" por tratar de sexo, drogas e prostituição, além de conter palavrões. 
A Secretaria Municipal de Educação do Rio de Janeiro reconheceu que o livro foi colocado à disposição dos alunos por engano, depois de ter sido doado, em 2005, pela editora Rocco, e solicitou a retirada imediata dos acervos de escolas.
Especialistas como a secretária-geral da Fundação Nacional do Livro Infantil e Juvenil, Elizabeth Serra, a pedagoga Leda Farguito e a professora de Educação com ênfase em juventude da Universidade Estadual do Rio de Janeiro, Mirian Paúra, criticaram a posição do colégio, alegando que a obra deveria ser discutida em sala de aula.

## Obras
- Peter Pan: uma história de meninas (início em 2017). Projeto de narrativa gráfica para veiculação gratuita online. Volume 1 disponível em: https://indd.adobe.com/view/6fc0ee0c-35e2-4fed-abe2-745577b0e303
- Alucinações hipnagógicas (2016). Zine-arte. independente.
- Bowing: narrativas avulsas (2016) (independente)
- Loucura de Hamlet (2010)[1] ISBN 978-85-3252-608-3
- Osmose: O Brasil e a Alemanha em quadrinhos (2013). {{ISBN 978-85-88412-81-1|ISBN 978-85-88412-81-1=|ISBN1=}}
- Adormecida: Cem Anos Para Sempre (2012)[7] ISBN 978-85-6269-617-6
- Cinderela - Uma Biografia Autorizada (1997, 2a edição 2012) ISBN 978-85-7421-200-5
- Angústia de Fausto (2004) ISBN 85-3251-724-2
- Heroísmo de Quixote  (2005) ISBN 85-3251-955-5
- Retorno de Ulisses (2007) ISBN 978-85-3252-252-8
- A Outra História de Rapunzel (2002). ISBN 978-85-2800-562-2
- O Flautista de Hamelin (2000) ISBN 8528005038
- Uma Princesa e Uma Ervilha? ISBN 8586840041
- Os Sapatinhos Vermelhos (1995) Predefinição:ISBN 100-02-40182-91-6

## Ligações exteriores
- Site da artista
- Verbete da artista na Enciclopédia Itaú Cultural
- Curriculo lattes: http://lattes.cnpq.br/2785011594553498